# Kaliumtrichloor(ethyleen)platinaat(II)
Kaliumtrichloor(ethyleen)platinaat(II) of Zeises zout, is een chemische verbinding met de formule: {\displaystyle {\ce {K[Pt(C2H4)Cl3].H2O}}}. Het anion van dit gele, in lucht stabiele complex bevat een η2-etheen-ligand. De geometrie rond het platina-atoom is vlak-vierkant. Het zout is historisch belangrijk in de organometaalchemie als eerste voorbeeld van een stof met een directe binding tussen een overgangsmetaal en een alkeen. Het zout is vernoemd naar zijn ontdekker: William Christopher Zeise.

## Synthese
Deze stof is commercieel verkrijgbaar als hydraat, dat zelf bereid wordt uit kaliumtetrachloorplatinaat(II) ({\displaystyle {\ce {K2[PtCl4]}}}) en etheen in aanwezigheid van een katalytische hoeveelheid tin(II)chloride. Het hydraat kan worden omgezet in de watervrije verbinding door de stof in vacuüm te bewaren.

## Structuur
De dubbele binding van het etheen-ligand staat ongeveer loodrecht op het vlak van het PtCl3-deel van het molecuul. In Zeises zout en verwante verbindingen kan het alkeen met een niet te grote activeringsenergie roteren om de metaal-alkeen-binding. In Zeises zout is de hoogte van de rotatiebarrière niet bepaald, maar in verwante verbindingen is vastgetseld dat de π-binding met de meeste metalen zwakker is dan de σ-binding.

## Geschiedenis
Zeises zout was een van de eerste beschreven organometaalverbindingen. De stof werd in 1830 ontdekt door William Christopher Zeise, toen professor aan de Universiteit van Kopenhagen. Hij bestudeerde toen de reactie van PtCl4 met kokend ethanol. Na zorgvuldige analyse stelde hij dat de ontstane verbinding etheen moest bevatten. Justus von Liebig, een zeer invloedrijk chemicus in die tijd, was het niet met de conclusie eens, maar in 1868 werd de stof door Birnbaum met behulp van etheen gesynthetiseerd. Zeises zout werd in de tweede helft van de 19e eeuw intensief bestudeerd omdat chemici de structuur van de verbinding niet konden verklaren. De structuur bleef een raadsel tot deze in de jaren 60 van de 20e eeuw met behulp van röntgenkristallografie kon worden opgelost. Het onderzoek naar Zeises zout initieerde veel onderzoek op het terrein van de organometaalchemie en speelde een sleutelrol in het ontwikkelen van nieuwe concepten met betrekking tot de chemische binding: het dewar-chatt-duncansonmodel verklaart de binding tussen metalen en de C=C dubbele binding.

## Verwante verbindingen
- Zeises dimeer, [(η2-C2H4)PtCl2]2, dat uit Zeises zout ontstaat door verwijdering van KCl, gevolgd door dimerisatie.
- COD-platinadichloride, (cyclo-octadieen)PtCl2, verkregen uit platina(II)chloride en 1,5-cyclo-octadieen, is een veel gebruikt platina(II)-alkeencomplex.
Daarnaast zijn ook veel andere etheen-complexen beschreven zoals:  etheenbis(trifenylfosfine)platina(0), [(C6H5)3P]2Pt(H2C=CH2), waarin platina 3 liganden heeft en oxidatietoestand 0, dit in tegenstelling tot Zeises zout waarin platina oxidatietoestand 2+ heeft.
- Dichloor(etheen)(α-methylbenzylamine)platina(II) (PtCl2(C2H4)(PhCH(NH2)Me) is een chiraal derivaat van Zeises zout dat toepassing vindt in de optische resolutie van chirale alkenen.[13]